# Lučany nad Nisou
Lučany nad Nisou (deutsch Wiesenthal an der Neiße) ist eine Stadt im  Okres Jablonec nad Nisou   in Tschechien.

## Geographische Lage

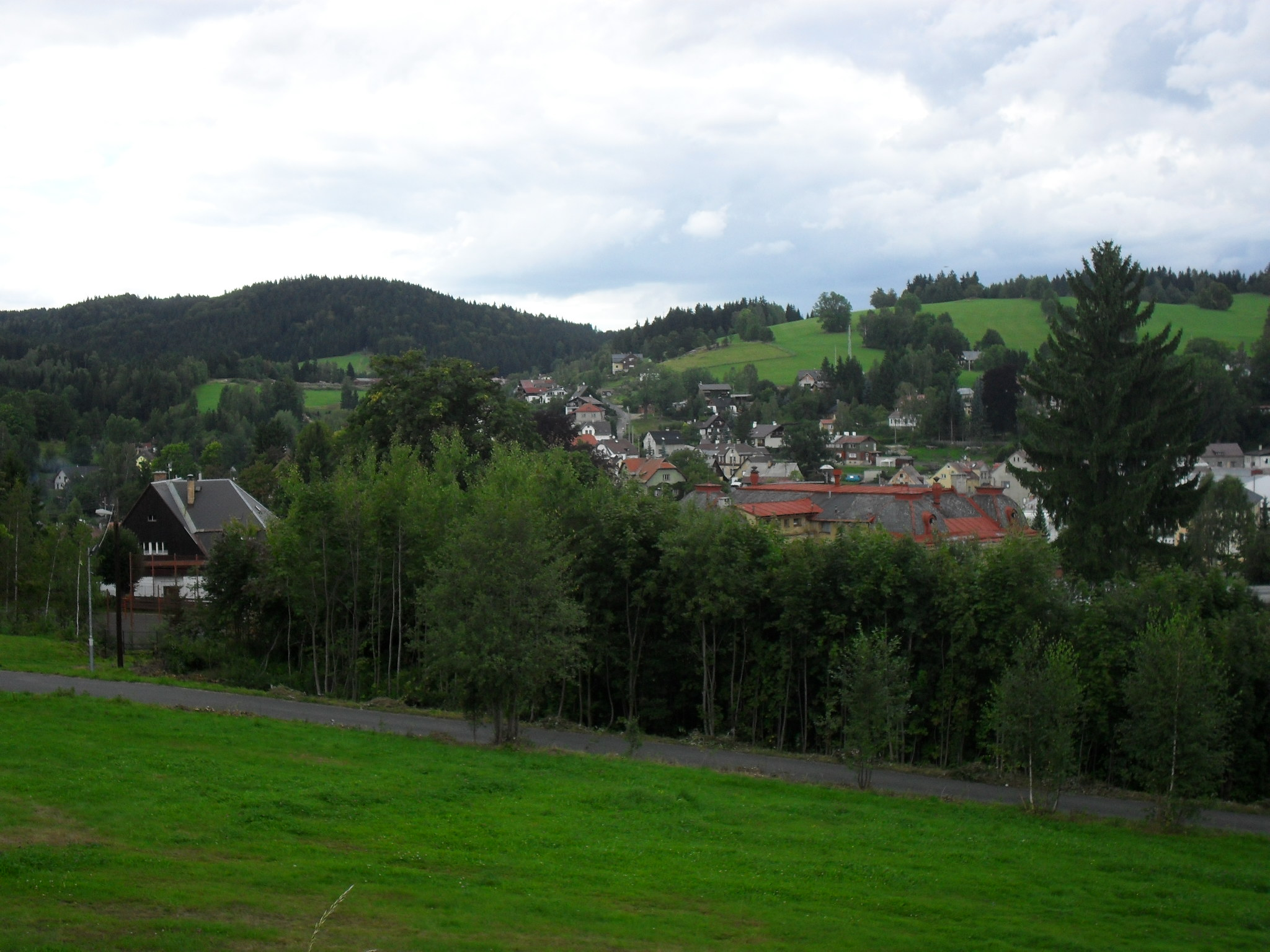
Stadt und Umgebung im Isergebirge

Die Stadt  liegt in Nordböhmen im Isergebirge an der Lučanská Nisa (Wiesenthaler Neiße), einem Quellfluss der Lausitzer Neiße,  nordwestlich von Smržovka (Morchenstern) und fünf Kilometer nordöstlich von Jablonec nad Nisou  (Gablonz an der Neiße).  Durch die Stadt führen die Staatsstraße 14 und die Bahnstrecke Liberec–Tanvald-Kořenov.
Hausberg des Ortes ist der 787 m hohe Bramberk (Bramberg), der sich nordwestlich  des Orts erhebt. Südlich befindet sich der Schwarzbrunnkamm mit der 869 m hohen Černá studnice (Schwarzbrunnberg) und auf halbem Wege in Nová Ves nad Nisou die Quelle der Lausitzer Neiße.
Nachbarorte sind Horní Maxov und Sedmidomí im Norden, Horní Lučany und Jiřetín pod Bukovou im Nordosten, Smržovka im Osten, Horní Ves im Südosten, Nová Ves nad Nisou im Süden, Jablonecké Paseky und Jablonec nad Nisou im Südwesten, Jindřichov nad Nisou im Westen sowie Bramberk im Nordwesten.

## Geschichte

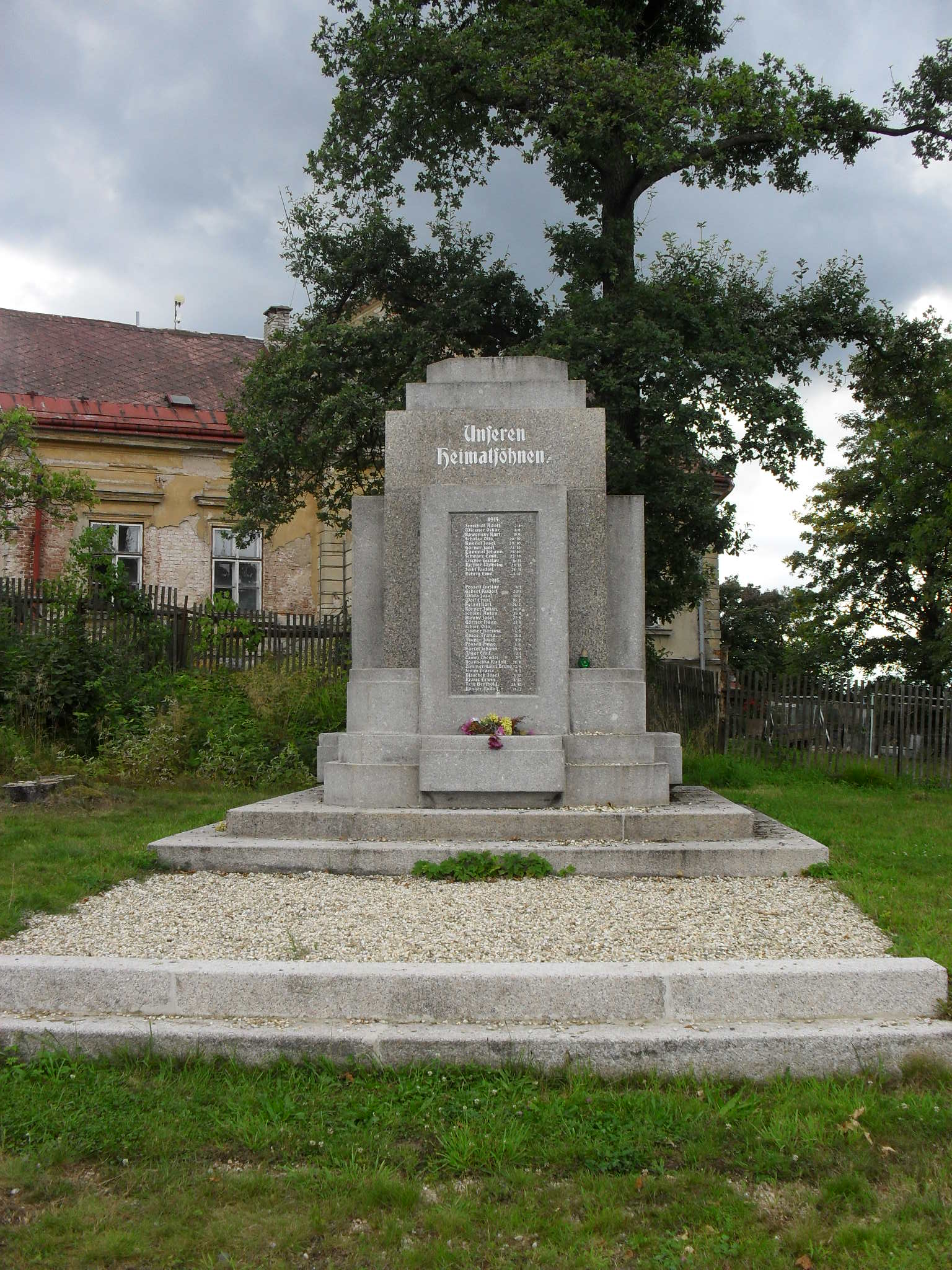
Deutsches Kriegerdenkmal mit den Namen der im Ersten Weltkrieg gefallenen Söhne des Orts (Aufnahme 2014)

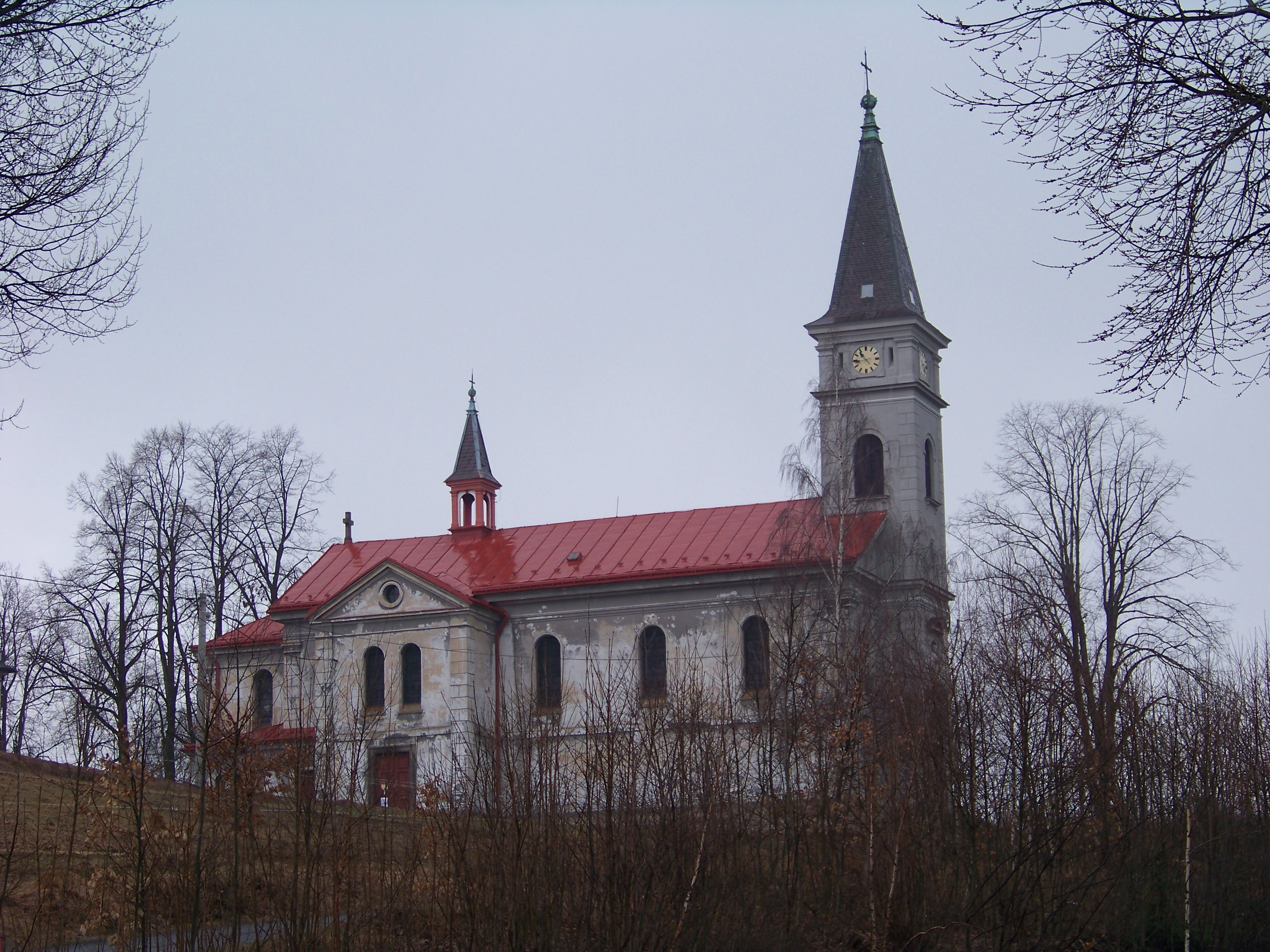
Kirche Maria Heimsuchung

Die erste Erwähnung von Wiesenthal stammt aus dem Jahre 1634. Größter Arbeitgeber im Ort war die Glashütte; daneben bestanden mehrere Unternehmen, die Glasschmuck, Glasperlen und Glasknöpfe produzierten.
Wiesenthal bildete ab der Mitte des 19. Jahrhunderts eine Gemeinde im Gerichtsbezirk Gablonz an der Neiße. Am 12. Juli 1894 fuhr der erste Eisenbahnzug durch das Neißetal von Gablonz nach Wiesenthal, und bis zum 10. Oktober desselben Jahres war auch der Streckenabschnitt von Wiesenthal über den Pass nach Tannwald-Schumburg fertiggestellt, so dass der Bahnverkehr durchgängig betrieben werden konnte.
Nach dem Ersten Weltkrieg wurde Wiesenthal der neu geschaffenen Tschechoslowakei zugeschlagen. 1930 lebten in der Stadt 3744 Menschen, von denen die überwiegende Zahl Deutsche waren. Aufgrund des Münchner Abkommens gehörte Wiesenthal von 1938 bis 1945 zum Landkreis Gablonz an der Neiße, Regierungsbezirk Aussig, im Reichsgau Sudetenland des Deutschen Reichs. Nach Ende des Zweiten Weltkriegs wurde die deutschsprachige Bevölkerung größtenteils enteignet und vertrieben, und der Ort verlor die Stadtrechte. Seit dem 10. Oktober 2006 ist Lučany wieder eine Stadt.

### Demographie
Bis 1945 war  Wiesenthal  überwiegend von Deutschböhmen besiedelt, die vertrieben wurden. So ging z. B. die 1868 hier gegründete Glasfirma Ludwig Breit wie andere Glashersteller auch nach Schwäbisch Gmünd.
| Jahr | Einwohner | Anmerkungen        |
| ---- | --------- | ------------------ |
| 1830 | 1670      | in 272 Häusern     |
| 1850 | ca. 2000  | [ 5 ]              |
| 1900 | 3336      | deutsche Einwohner |
| 1930 | 3677      | [ 7 ]              |
| 1939 | 3478      | [ 7 ]              |

## Ortsgliederung
Die Stadt Lučany nad Nisou besteht aus den Ortsteilen Horní Maxov (Ober Maxdorf), Jindřichov nad Nisou (Hennersdorf) und Lučany nad Nisou (Wiesenthal), die zugleich auch Katastralbezirke bilden. Grundsiedlungseinheiten sind Bramberk (Bramberg), Horní Lučany (Ober Wiesenthal), Horní Maxov, Jakubův kopec, Jindřichov und Lučany nad Nisou. Zu Lučany nad Nisou gehört außerdem die Ansiedlung Sedmidomí (Siebenhäuser).

## Sehenswürdigkeiten
- Kirche Maria Heimsuchung, 1887 im Neorenaissancestil erbaut
- Statue des Hl. Franz von Assisi, 1765 geschaffen
- Glasschleiferei

## Verkehr

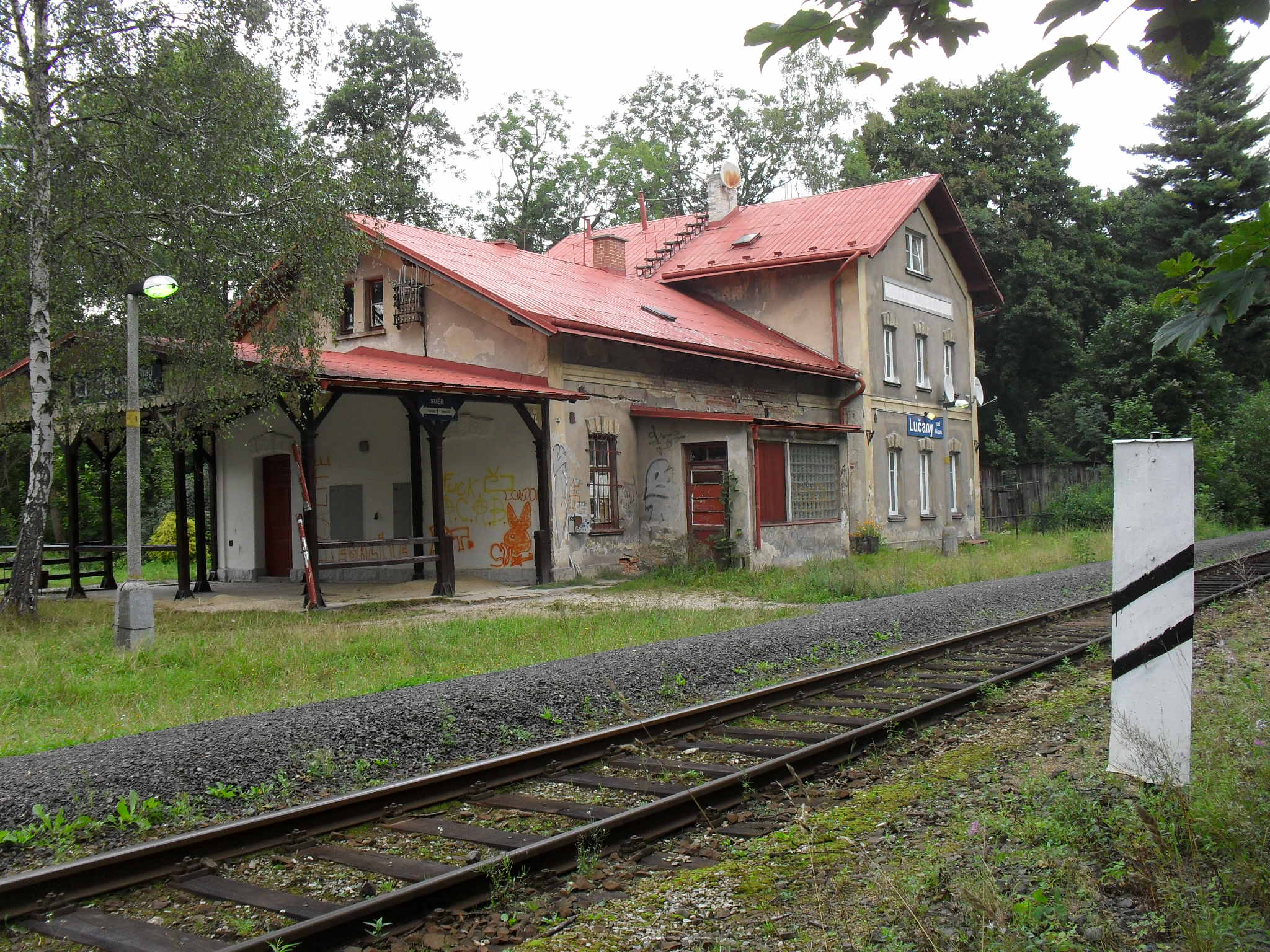
Empfangsgebäude des ehemaligen Bahnhofs am heutigen Haltepunkt

Der ehemalige Bahnhof Lučany nad Nisou dient aktuell nur noch als Haltepunkt. Er liegt an der Bahnstrecke Liberec–Tanvald, die von Liberec her am 12. Juli 1894 eröffnet wurde. Drei Monate später wurde die Strecke bis Tanvald verlängert. 
Durch die Stadt verläuft die Staatsstraße Silnice I/14 (Straße erster Klasse 14).